# Пам'ятник Олександрові Пушкіну (Кременчук)
Па́м'ятник Олекса́ндрові Пу́шкіну в Кременчуці́ — колишній пам'ятник-погруддя радянської доби російському поетові Олександру Пушкіну, що існував у 1985—2022 рр. у місті Кременчук. Демонтований 21 листопада 2022 року в рамках деколонізації після початку широкомасштабного вторгнення Росії в Україну.

## Загальні дані
Кременчуцький пам'ятник Пушкіну розташовувався у середмісті на бульварі Українського Відродження.
Автори пам'ятника — скульптори І. П. Ястребов, Ю. Ю. Шорохов, архітектори Л. Е. Растригін, С. І. Ткаченко.

## Опис
Погруддя Пушкіна було зроблене з білого мармуру та знаходилося на високому прямокутному постаменті.
Стилобат був ступінчастий, з білого та чорного мармуру.
Загальна висота пам'ятника була 6,3 метра.

## Історія
Пушкін був у Кременчуці в 1820 році, коли їхав у своє південне заслання, та в 1824 році, на шляху з Одеси до села Михайлівське. Після загарбання України російськими більшовиками внаслідок російсько-української війни 1917—1921 рр. ім'я Пушкіна було присвоєне народній аудиторії та одній з центральних вулиць міста.
Відкриття колишнього пам'ятника Пушкіну в Кременчуці відбулося 28 грудня 1985 року.
Пам'ятник демонтували 21 листопада 2022 року. Було оголошено, що він зберігатиметься на території комунального підприємства. Рішення про демонтаж пам'ятника під час чергової сесії 18 листопада ухвалила Кременчуцька міська рада. Рішення ухвалене у межах всеукраїнського процесу деколонізації. Того ж дня, кажуть у міськраді, затвердили рішення «Про перейменування вулиць у Кременчуцькій міській територіальній громаді», відповідно до якого бульвар Пушкіна перейменували на бульвар Українського Відродження.